# NGC 2552
NGC 2552 je galaksija u zviježđu Risu.

## Vanjske poveznice
- SEDS: NGC 2552